# BCL

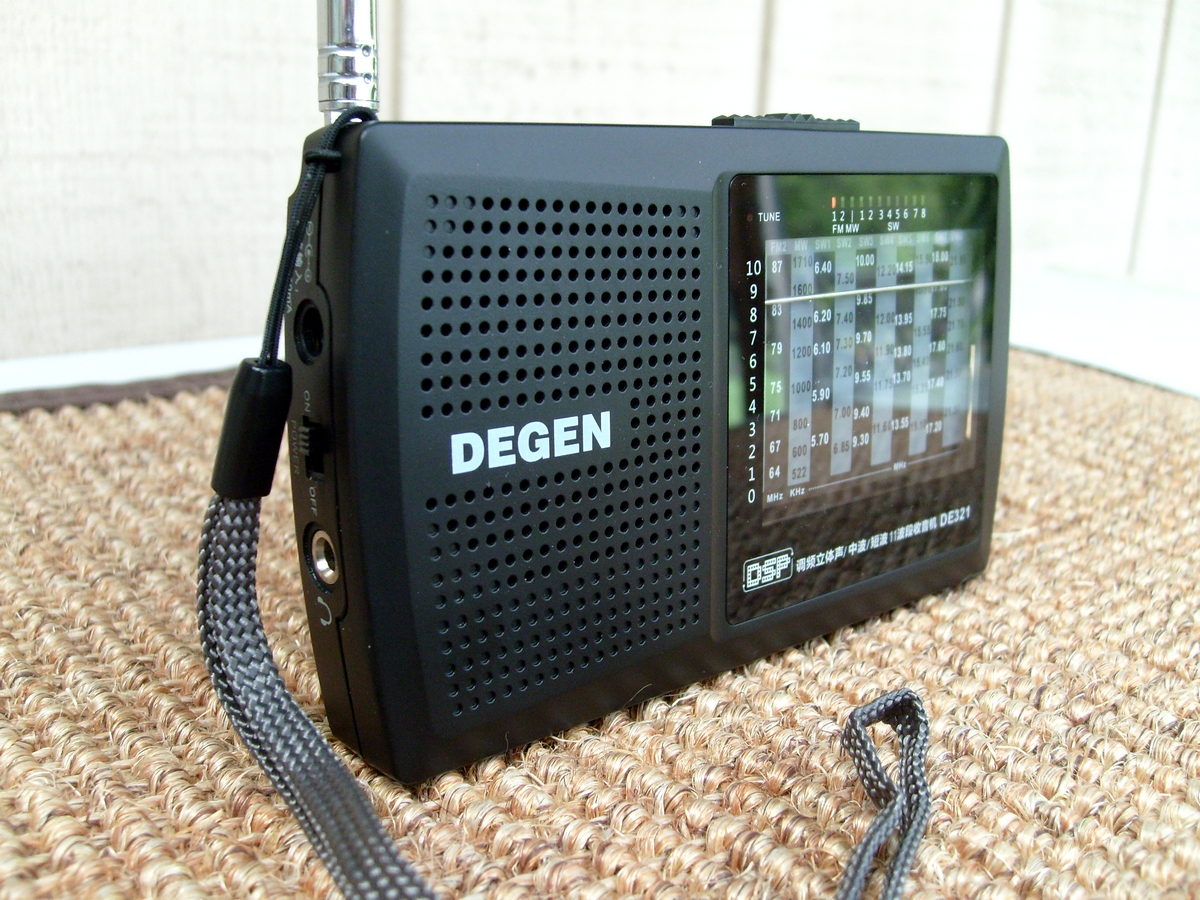
短波放送のラジオ受信機（中国・DEGEN社製）

BCL（ビーシーエル 英語: Broadcast Listening / Listeners）とは、放送（特に短波によるラジオの国際放送）を受信して楽しむ趣味を指す。

## 概要
BCL（Broadcast Listening）とは、広義では「放送を聴取して楽しむ趣味自体」を、狭義では「主に短波を使って行われる海外からのラジオの放送を受信すること」を意味する。
1970年代から1980年代初めの日本において、10代の男子学生の間で海外からの短波放送の受信（BCL）が流行し、電機メーカーやマスコミを巻き込んで大ブームとなった。
BCLを対象に、放送局がベリカード（受信確認証）を発行している場合が多い。この際、受信者が放送局に、受信した放送局名、受信年月日、受信時間と時刻、受信した周波数、受信状態評価（SINPOコードによることが多い）、受信に使用した受信機やアンテナの状況、受信を確認できる放送番組内容の概略および感想、といった内容を記述した受信報告書を送ると、放送局はベリカード（受信確認証）を返送する。ベリカード（受信確認証）の収集を趣味とする人もいる。
欧米では「SWL（Shortwave listening）」あるいは「DX」「DXing」（Distant X＝遠距離無線通信の意）と称される趣味が該当する。日本では「SWL」は主に、趣味としてアマチュア無線や業務無線の通信を受信することおよび人を、「DX」「DXing」は主にアマチュア無線での遠距離通信をそれぞれ指す場合がある。なお、アマチュア無線家の人々にもQSLカード（交信証明書）というBCLのベリカード（受信確認証）に似た仕組みがある。

## 日本での経緯
1940年代にはアメリカのボイス・オブ・アメリカ（VOA)や、ソビエト連邦（現在のロシア）のモスクワ放送（現在のロシアの声）のように、太平洋戦争中から日本語放送を実施していたラジオ放送局もあった。多くの国々からの日本語放送は戦後に開始された。戦時中の日本では、ストレート受信機が主流の時代であったが、高性能受信機であるオールウェーブ短波受信機の所持は規制されていた。もし、発覚した場合はスパイ容疑などで特別高等警察（特高警察）に連行されて厳しい刑罰を受ける可能性もあった。1941年12月8日の太平洋戦争の開戦から1945年8月15日の日本の敗戦まで短波放送の受信禁止やアマチュア無線も禁止されていた。戦時中は、外務省情報部であった放送受信機関のラヂオプレスが短波放送の受信許可されていた。戦後になり短波放送の受信禁止が解除されて、真空管によるスーパーヘテロダイン受信機などのメーカー製のラジオだけではなく、アメリカ進駐軍の放出品などの電子部品を用いた電子工作（オーディオ機器）マニアなどによる自作ラジオ製作も盛んになり東京の秋葉原や名古屋の大須、大阪の日本橋に電気街が形成された。

### 1970年代から1980年代初めのBCLブーム

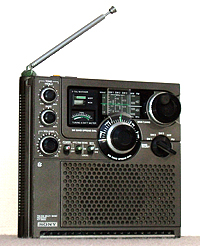
ソニーICF-5900“スカイセンサー”

1970年代の日本では、主に10代の男子学生の間で海外の短波放送を受信（聴取）することが流行し始め、多くの家電メーカーから短波受信機が発売されるようになった。いわゆる「BCLブーム」が社会現象化し、多くの小学生や中学生・高校生が製品カタログに夢中になり、少しでも安くBCLラジオを入手しようと郊外のスーパーマーケットや家電量販店のみならず、安売り電気店が多い東京の秋葉原や名古屋の大須、大阪の日本橋などの電気街に集まった。
BCLブームのきっかけを作ったのは、1972年にソニーから発売されたICF-5500、スカイセンサーの1号機である。これの発売以後、短波受信をする者が爆発的に増えた。日本短波クラブの新規会員数も1973年から急増した。1974年1月に放送開始された日本短波放送（ラジオたんぱ、現在の日経ラジオ社、愛称はラジオNIKKEI）のBCL番組「ハロージーガム」（三菱電機提供）は、もともとの狙いは日本短波放送（ラジオたんぱ）の聴取者層の拡大であったが予想以上の人気を集めた。家電メーカー各社は競って高性能短波ラジオを製造・販売するようになった。ソニーのスカイセンサーICF-5800・ICF-5900・ICF-6800、ナショナル（現在のパナソニック）のクーガ2200・プロシード2600・2800・4800、東芝のRP-2000Fといった高性能マルチバンドラジオである。これらの中にはダイヤルからの受信周波数読み取りが可能なものもあり、最終的にはデジタルディスプレイとテンキーによって周波数直打ちが可能なところまで高機能化した。特に、ソニーとナショナルは人気を二分し、ソニーが提供するBCL番組「BCLジョッキー」（TBSラジオ）とナショナル（現在のパナソニック）が提供する「BCLワールドタムタム」（日本短波放送）もあった。
BCLブームが起こるまで、日本には同人誌的なもの（JSWCこと日本短波クラブ、KDXCこと関東DXersサークル、NDXCこと名古屋DXersサークルなど）以外にBCL専門の書籍や雑誌は無かったが、1972年頃から月刊「ラジオの製作」（電波新聞社）がBCL関係の記事を次第に充実させていった。1975年12月には別冊として『BCLマニュアル』（山田耕嗣編）を刊行、すぐに品切れとなり版を重ねた。以後、関連書籍の出版が相次いだ。また、1976年1月には月刊「短波」（日本BCL連盟発行、1983年休刊）が創刊され、多くの購読者を獲得した。日本BCL連盟は1980年1月に『DX年鑑』を刊行し、本格的なマニアの要望に応えた。さらに、放送局が放送開始前に流すインターバル・シグナル(IS)を収録したレコードやカセットテープも発売された。また、趣味が高じて、自分で電波を出したいという中学生や高校生などが、アマチュア無線技士資格を取得してアマチュア無線の増加にも繋がった。
BCLブームの終焉は、1983年6月の月刊短波の廃刊に象徴される。1982年において既にこの雑誌の維持は難しくなっており、この時点をブームの終焉とみなせる。日本短波クラブの新規会員数が急増した1973年から、この1982年までの10年間がBCLブームの期間であった。もっとも盛んであったのは1975年から1980年にかけてであり、上述したように多くの受信機が販売され、関連したラジオ番組や雑誌が数多く世に出た。なぜ、終了したのかは諸説あるが、1979年5月に発売されたPC-8001によるパソコンブームの発生が大きな原因としてある。また、海外の日本語放送は少なく、10代の学生には外国語の聞き取りという高い壁があり、そのことによりBCLの底が浅かったことも原因としてある。
ブーム終焉後は、マスコミや同人から提供されるBCL関連情報が消滅したために、末端の愛好家はBCLを続けたくても続けられない状況となり、BCLという趣味自体が世の中からほぼ消えてしまった。なお、それでも過去の情報や自力での情報収集によって細々と活動していた者もいたが、インターネットの急速な普及による国際コミュニケーションの変化により国際短波放送自体が世界的に縮小、閉局の傾向となったため止めた者が多い。その後、2010年頃からのSNSの普及によりネット上でBCLの活動がみられるようになったが、中心層はかつてのブームを楽しんだ層であり懐古的な活動となっている。
なお、「ラジオの製作」は1999年4月に月刊での発行を休止、同7月から季刊ムック形式で発行すると予告していたが、その一冊の後は2020年9月に「ラジオの製作2020年10月号・創刊65周年記念特大号」と題したムック本を発売し、その後事実上再休刊の状態になっている。現在BCLの情報を定期的に掲載しているものとしては「ラジオライフ（三才ブックス）」のみで、同雑誌では、2006年からそこからの派生雑誌（ムック）として、「ラジオマニア」を年刊で出版。2010年以後は国内放送は左記と同じ題名、国外放送については「BCLライフ」（2008・2009年はこれの前身として「再び始めるBCL（2008・09年度版）」を発行。2020年からはより技術的な内容を重視した「ラジオ受信バイブル」に改題）と題して刊行している。

## BCLの醍醐味

### 珍局受信への挑戦
BCLの対象となるのは国際放送局ばかりでなく、遠隔地にある県域放送局、または近隣においても微弱な出力電力で運用されている放送局などが対象となる。夜間にしか受信ができない国内外の中波局、夏季など特定の時期の突発的な異常伝搬（Eスポ）でしか受信ができない国内外のFM局も受信対象となっている。難易度の高い受信を行うためには、高利得のアンテナの使用、受信機の工夫など無線技術の研究が必要であり、加えて電離層などのコンディションを推測するための自然科学系の幅広い知識、わずかなチャンスを逃さないための根気強さも必要とされる。
BCLはアマチュア無線と同じく、無線通信技術の向上・発展に寄与してきたことを忘れることはできない。すなわち受信報告は無線通信の黎明期より電波伝搬のしくみの解明、また受信技術のみならず送信技術の向上にも寄与し続けてきた。放送局側が各地のリスナーから受けた受信報告を集計・分析することによって、自局の中波放送アンテナの理論的特性を実証している事例もある。

### 楽しみの変遷
DX'er（DX受信を楽しむBCLのこと）には、無線技術の研究・開発や、根気強く最良のコンディションを待つこと、僻地等にキャンプして、最良となる受信環境をつくり（ペディションと言う）高度な受信をおこなうことなどを、ベリカードの収集よりも優先する人がいる。また、1970年代から1980年代にかけて流行したBCLブームを懐かしむ50歳代から60歳代の経済的に余裕が出てきた中高年世代による、懐古（昔を懐かしむ）趣味的な受信機の収集、あるいは特定の国に対する興味や関心により、その国の放送を聴くといった人もおり、幅広い楽しみ方があるのが特徴である。
BCLを楽しむために必要な技術やノウハウの多くは2020年現在、本などの出版がほとんど無い（あっても三才ブックス発行の専門誌程度）ことから、主に個人の試行錯誤や経験によって獲得されるものが多くなっている。このことは趣味としてのBCLに奥行きを与えるファクター（要因）である一方で、初心者がBCLに親しむための障害ともなっている。しかし今日ではそれぞれのサブテーマ毎にインターネット上のブログ等でこれらのノウハウ等が公開・共有化されることにより、従来のBCL書籍が果たしていた機能が、横に複数のサブテーマ毎に連携し、錯綜する一つのバーチャルコミュニティーにより果たされるようになっており、そういった記事の検索が選局にも似た“もうひとつのBCL”という側面を呈している。
日本での1970年代～1980年代のBCLの楽しみ方の主流は、個人によるベリカードの収集であったが、21世紀のBCLはブログなどを中心に受信記録を交換したり、通信技術やペディションを取りあげる、すなわち趣味を通じての人間的な交流を楽しむという面が大きくなっている。

## べリカード（受信確認証）
べリカード（受信確認証ともいう。）は、無線局の通信（放送局の放送）を受信したと証明する書類である。
受信した放送局宛てに、ラジオの受信状態（SINPOコード）、受信時間、周波数、ラジオ受信機のメーカー機種、放送内容の感想や要望やリクエスト曲などを「受信報告書」として記載して郵便（手紙）やEメールで放送局に送ると受信した証明としてべリカード（受信確認証）が発行される。
べリカード（受信確認証）は、はがきサイズで、表面は、国ごとの特徴を出しており、その国の文化を象徴するような世界遺産の歴史的建築物や綺麗な景色や民族衣装などの写真やイラストが採用されていることが多い。裏面は「受信確認証」になっている。BCLを趣味とする人々は、べリカード（受信確認証）の収集を楽しみの一つとする。
アマチュア無線を趣味とする人々にも、QSLカード（交信証明書）というBCLのべリカード（受信確認証）に似た仕組みがある。

## BCLの情報誌
このBCLブームの時代には、情報誌も数多く発売された。代表的なものとして以下があった。
- 模型とラジオ（科学教材社）
- 初歩のラジオ（誠文堂新光社）
- 月刊短波（日本BCL連盟機関紙）
  - 短波別冊「BCL年鑑」
- ランラジオ（自由国民社）
- 入門BCLブック（実業之日本社　1982年は「BCLデータブック」に改題）
- ラジオの製作（電波新聞社）
- ラジオライフ（三才ブックス）
  - ラジオマニア
  - BCLライフ
  - ラジオ受信マニュアル
- ラジオパラダイス（同上）
- ラジオ番組表（同上）

ラジオライフとその派生3誌、ラジオ番組表を除く雑誌は現在休・廃刊中
特に、「入門BCLブック・BCLデータブック」は山田耕嗣が自らのBCL研究の集大成として、1977年から1982年にかけて毎年出版された。小学生から大人まで楽しめるように著・監修を担当し、放送局の紹介や受信機・アンテナの機種紹介・製品の選び方、受信報告の作成法などを網羅したガイドブックとしてベストセラーになった。非常に多く売れたため、50年近くたった2025年時点でも、古書店やネットオークションで頻繁に見ることができる。

## BCLラジオ

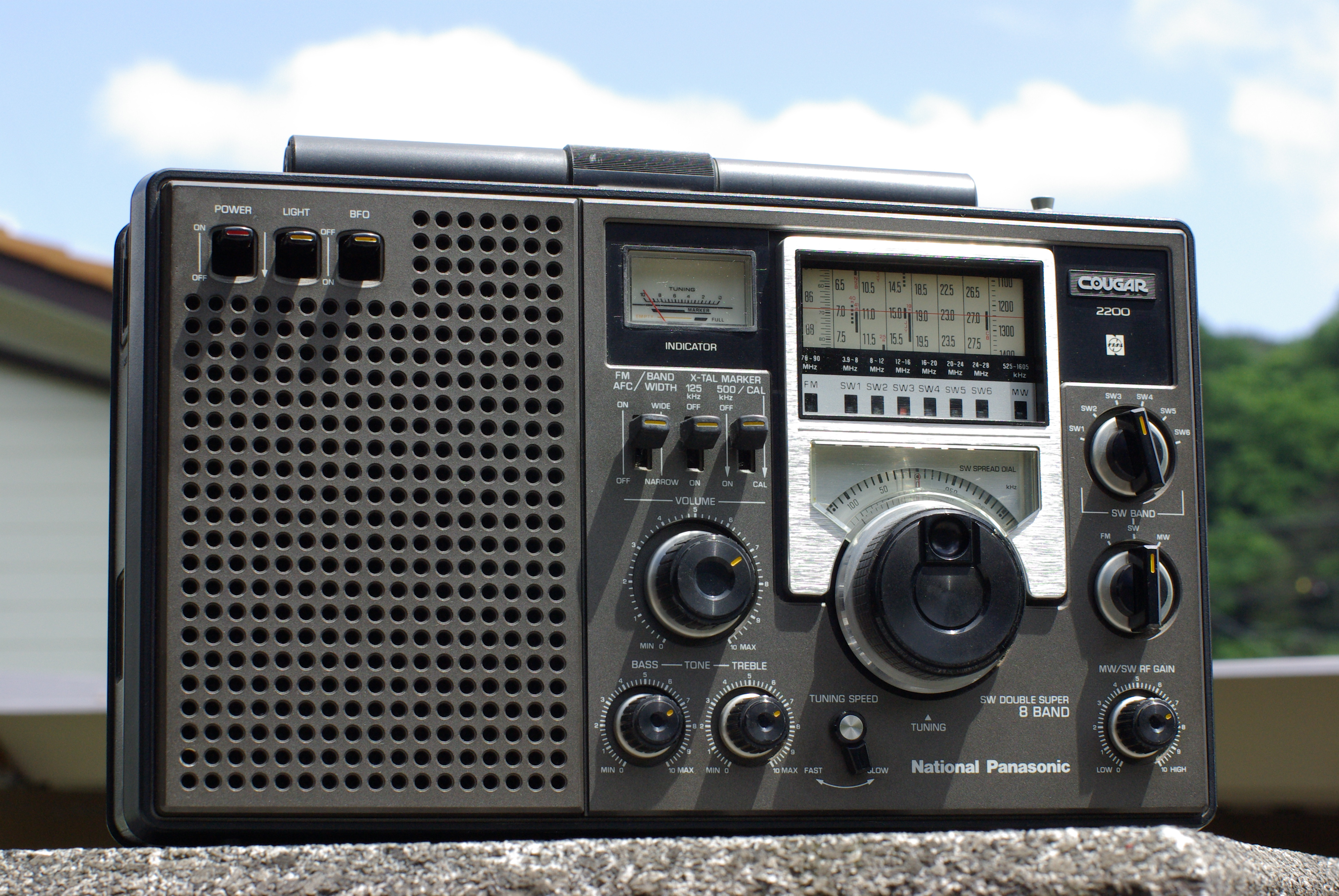
ナショナルRF-2200“クーガ2200”

BCLラジオとはBCLのために使用する高性能なラジオを総称したものである。
国外放送局や遠距離局を受信するためには、一般のラジオ受信機とは異なる性能を有する高性能受信機（＝BCLラジオ）が必要である。たとえば受信周波数が広範囲であることや、受信感度が高いもの、隣接周波数の信号を分離する選択度が鋭いもの、外部アンテナ端子を有するもの、受信周波数が読み取れるものなどである。受信用ラジオや録音機などを据え付けた受信部屋をアマチュア無線愛好家にならい「シャック」と呼ぶ。
1970年代のBCLブーム期には多くの家庭用電機メーカーからBCL用に工夫を凝らした高性能ラジオが発売された。その後、ブームの下火とともにBCLラジオを販売する家電メーカーは少なくなり、1990年代では、高性能ラジオの発売を続ける日本の電器メーカーはソニーと松下（パナソニック）の2社であった。2025年現在では、短波ラジオを発売している国内メーカーはオーム電機等何社かあるが、BCL向きのラジオの主力は中国製のものとなる。
BCLラジオの収集については、BCL本来の目的とは異なる。しかしBCLを趣味とする者は少なからず所有するラジオに対して相応の愛情を持っており、「受信を楽しむ」から「受信機自体を楽しむ」へと発展して、数台のラジオを所有＝収集することがある。中古ではあるが1970年代当時の高性能で多機能なラジオが入手でき、当時はカタログや店頭で憧れるだけで購入することが出来なかったラジオを、大人になった時点で改めて入手してBCLを再開するという人が多い。
日本のインターネットオークションでは、程度の良いBCLラジオは発売当時とほぼ同じ価格、もしくはそれ以上の高値で取引されている。ソニーのスカイセンサーや、ナショナル（パナソニック）のクーガ等は販売出荷数も多いためオークションの出品数も多く、価格もそれ程高くはならないが、希少性のあるラジオは相当の高値でコレクターに取引されている。例えばソニーのCRF-1は長波域から受信できる「業務用」であり流通量が少ないため、少し程度が悪くても高額で取引されることが多い。2025年現在では、徐々に往年のBCLラジオの流通量が減ってきており、供給も需要も少なくなってきている。

### BCLラジオのブランド

#### 日本
日本国内で短波ラジオ受信機の製造・販売しているメーカー
- ソニー - ラジオ日経専用受信機のみを製造販売中。
- 東芝 - TY-SHR3の1種類のみ。
- アイワ - AR-MD20（モノラルスピーカ）・AR-MDS25（ステレオスピーカ）
- オーム電機 - AudioComm
- 朝日電器 - ELPA
- アンドーインターナショナル - ANDO
- 山善 - Qriom
- ケンコー・トキナー - Kenko
- ヤザワコーポレーション - YAZAWA

日本国内で広帯域受信機（ワイドバンドレシーバー）や通信用受信機の製造・販売しているメーカー
- アイコム - IC-Rシリーズを製造・販売している。
- 八重洲無線（旧・バーテックススタンダード） - VRシリーズを製造・販売している。
- エーオーアール（AOR）- ARシリーズを製造・販売している。
- アルインコ - DXシリーズを製造・販売している。

過去に日本国内で短波ラジオ受信機の製造・販売していたメーカー
- パナソニック（旧・松下電器産業） - クーガ、プロシード。2021年現在は短波ラジオ受信機の製造・販売からは撤退した。
- 三菱電機 - ジーガム。2021年現在は短波ラジオ受信機の製造・販売からは撤退した。
- 日立製作所 - サージラム。2021年現在は短波ラジオ受信機の製造・販売からは撤退した。
- 三洋電機（2009年にパナソニックの完全子会社となった。） - パルサー。2021年現在は短波ラジオ受信機の製造・販売からは撤退した。
- 日本無線（JRC） - 業務用無線機は製造・販売している。2017年に広帯域受信機（ワイドバンドレシーバー）や通信用受信機やアマチュア無線機器の製造・販売からは撤退した。
- JVCケンウッド - 「KENWOOD（ケンウッド）」のブランドでアマチュア無線機器は製造・販売している。2021年現在は、広帯域受信機（ワイドバンドレシーバー）や通信用受信機の製造・販売からは撤退した。
  - 日本ビクター（2007年にケンウッドと合併してJVCケンウッドになった。） - FR-6600。2021年現在は短波ラジオ受信機の製造・販売からは撤退した。
- ユピテル (企業) - 2021年現在は広帯域受信機（ワイドバンドレシーバー）の製造・販売からは撤退した。
- 北陽無線工業 - RISING。かつては欧米向け輸出用の短波ラジオを製造・販売していた。2021年現在は短波ラジオの製造・販売からは撤退した。

#### アメリカ合衆国
通信用受信機（広帯域受信機）の製造・販売メーカー
- Palstar Inc.

#### ドイツ
- グルンディッヒ

#### 中国
- DEGEN（德劲）
- TECSUN（德生）
- Kchibo
- REDSUN
- ZHIWHIS
- Rajisan（日本輸入元：明電工業）
- Electro Brand（日本輸入元：丸善無線）
- Super Reader（日本輸入元：丸善無線）

#### 台湾
- 山進電子 - SANGEAN

## 日本のDX/BCLクラブ・サークル
- 日本短波クラブ 月刊で「SW DX GUIDE」発行。
- 関東DXersサークル
- 名古屋DXersサークル
- Japan V・UHF DXers Circle
- アジア放送研究会
- 日本BCL連盟